# Panama (Iowa)
Panama – miasto w Stanach Zjednoczonych, w stanie Iowa, w hrabstwie Shelby. Zgodnie ze spisem statystycznym z 2000 roku, miasto liczyło 212 mieszkańców.